# Olaf Ludwig
Pour les articles homonymes, voir Ludwig.
Olaf Ludwig (né le 13 avril 1960 à Gera-Thieschits) fut l'un des meilleurs cyclistes allemands durant les années 1980 et 1990. Ces principaux succès en tant qu'amateur furent deux victoires finales sur la Course de la Paix (1982 et 1986), dont il détient le record d'étapes (38 succès) et la médaille d'or de la course en ligne des Jeux olympiques de 1988. Durant sa carrière professionnelle, il gagna trois étapes du Tour de France, ainsi que le maillot vert du classement par points. En 1992, il remporta le classement final de la Coupe du monde. L'année suivante, il prit la troisième place de la course en ligne aux championnats du monde sur route. À la fin de sa carrière, il créa la société Olaf Ludwig Cycling GmbH, qui géra l'équipe T-Mobile jusqu'au 31 octobre 2006. Il exerça également diverses fonctions à la fédération allemande de cyclisme, au sein de l'équipe T-Mobile, et à l'Union cycliste internationale.

## Vie et carrière

### Enfance et jeunesse
Les parents d'Olaf Ludwig étaient Rolf, machiniste († 1977), et Sieglinde Ludwig. À partir de 1967, la famille habita à Thieschitz, sur la commune de Gera, un petit faubourg au caractère rural. Olaf Ludwig se passionna tôt dans son enfance pour le sport – il jouait au football et pratiquait l'athlétisme. Dans ces deux sports, il disposait d'après ses entraineurs d'un talent certain.
En mai 1972, Gera accueillit une étape de la Course de la Paix. Cet événement fut si impressionnant pour le jeune Olaf Ludwig (12 ans) qu'il commença le cyclisme à la Sportgemeinschaft Dynamo Gera Mitte. Son talent y fut vite remarqué. À peine un an plus tard, le jeune garçon devait être confié à un club berlinois, conformément au programme de détection sportif de la RDA. Cela impliquait de l'envoyer dans un internat. Ses parents s'y opposèrent, et Olaf resta à Gera. À partir de 1972, il fut entraîné au SG Wismut, qui était lié à la Sportgemeinschaft Dynamo, par l'ancien coureur cycliste Werner Marschner qui le fit progresser. Après avoir pris la troisième place de l'Internationalen Junioren-Sternfahrt à Neugersdorf, il fut sélectionné dans l'équipe nationale junior.
1977 fut une année riche de succès pour le jeune Olaf Ludwig. Aux Championnats de la jeunesse de l'amitié (Jugendwettkämpfen der Freundschaft) de La Havane, il remporta avec Thomas Barth, Falk Boden et Andreas Kluge le contre-la-montre par équipe. Quelques semaines plus tard, cette équipe fut médaillée d'or aux championnats du monde junior à Stockerau en Autriche. En août, il rencontra en discothèque Heike Födisch, qui devint sa femme. Cette année réussie pour Olaf Ludwig fut néanmoins assombrie en novembre par la mort de son père Rolf.
L'équipe est-allemande conserva son titre aux championnats du monde junior à Washington en 1978. À la fin de l'année suivante, son amie Heike lui annonça qu'elle était enceinte. Ludwig, qui préparait déjà sa participation aux Jeux olympiques, dut informer alors l’Union sportive et gymnique allemande (Deutscher Turn- und Sportbund, DTSB) qu'ils désiraient se marier après les Jeux. Deux raisons à cela : d'une part le gouvernement faisait en sorte que ses sportifs paraissent des hommes intègres et de bons pères de famille, d'autre part les sportifs ayant une attache familiale avaient moins de risque de profiter d'un de leurs voyages à l'étranger pour fuir vers l'ouest. À l'été 1979, il passa son Abitur à Gera avec Thomas Barth. À côte de sa carrière de coureur cycliste, il entreprit des études pour devenir professeur de sport. Il n'exerça cependant jamais cette profession.

### Carrière amateur
En 1980, il participa pour la première fois à la Course de la Paix, et fit sensation en remportant d'emblée la première étape et en portant le maillot jaune durant les deux étapes suivantes. À Berlin, il gagna la sixième étape, sous les yeux du gouvernement de la RDA, siégeant sur la tribune devant la ligne d'arrivée. Il s'imposa également sur la huitième étape et, finalement, sur le contre-la-montre en côte à Solenice en Tchécoslovaquie. Il acheva ainsi sa première Course de la Paix à la troisième place du classement général.
La même année, il participa à ses premiers Jeux olympiques à Moscou. En contre-la-montre par équipe, il remporta la médaille d'argent avec Hans-Joachim Hartnick, Bernd Drogan et Falk Boden, mais ne termina qu'à la vingt-troisième place de la course individuelle. De retour en Allemagne, il se maria avec Heike, après la naissance de leur fille Madlen le 7 juillet.
En 1981, il triompha au Tour de Basse-Saxe, et remporta cinq étapes de la Course de la Paix, dont il prit la quatrième place. En 1982, il fêta sa première victoire finale sur la Course de la Paix, après avoir acquis le maillot jaune sur le prologue, et l'avoir perdu puis repris le lendemain et le surlendemain. Sur les conséquences de ces victoires, il écrivit dans son autobiographie Höllenritt auf der Himmelsleiter : 
« La course triomphante dans un océan de drapeaux se dissipa vite, mais l'enthousiasme des gens demeura. Durant des semaines, l'employée de la poste de Thieschitz du acheminer tant de kilos de lettres et de cartes, qu'après quelques jours, épuisée, elle tenait les opérations de ventes devant notre clôture. […] C'était incroyable. J'ai alors pris conscience de la responsabilité que l'on a en tant que sportif, lorsque l'on fait la course en tête et rencontre le succès. Qu'on le veuille ou non : chacun s'approprie notre personnalité, nous observe, et nous élève au rang de célébrité et d'exemple. […] Et pourtant cette vague d'intérêt m'a donné beaucoup de force. Le souhait de ne pas décevoir mes nombreux fans et amis m'a poursuivi lors se chaque course ou entraînement autour du globe.»
(« Die Triumphfahrt im Fahnenmeer war schnell verrauscht, aber die Begeisterung der Menschen hielt an. Wochenlang musste unsere Postfrau in Thieschitz Briefe und Karten kiloweise heranschleppen, nach ein paar Tagen hing sie entnervt nur noch die Einkaufstaschen voller Post an unseren Gartenzaun. […] Es war unglaublich. Damals ist mir wirklich bewußt geworden, welche Verantwortung man als Sportler auf sich lädt, wenn man vornwegfährt und Erfolg hat. Ob man will oder nicht: Man wird von jedermann vereinnahmt, auf Schritt und Tritt beobachtet, zur gesellschaftlichen Person und zum Vorbild ernannt. […] Und doch hat mir diese Woge der Aufmerksamkeit viel Kraft gegeben. Der Vorsatz, die vielen Fans und Freunde in der Heimat nicht zu enttäuschen, hat mich bei allen meinen Rennen als Rückhalt und Antrieb rund um den Globus verfolgt. »)
En septembre 1982, il gagna avec l'équipe nationale de RDA le classement par équipes du Tour de l'Avenir. En 1983, il fut le vainqueur final de cette épreuve. Il devint père pour la deuxième fois cette même année, à la naissance de Steven le 3 octobre.
En 1984, il ne put se rendre aux Jeux olympiques de Los Angeles, à cause de leur boycott par les pays socialistes. À la place, il participa au Triangle de Schleiz (Schleizer Dreieck), alors nommé Internationalen Wettkämpfe der Freundschaft. Une victoire lors de cette compétition, à laquelle concouraient 33 coureurs de onze pays, était considérée par le DTSB comme une victoire olympique. Bien qu'il fût de la région, Olaf Ludwig dut se contenter de la huitième place.
En 1985, il dut pour la première fois renoncer à prendre le départ de la Course de la Paix à cause d'un coup de froid. Il fut néanmoins le vainqueur final du Tour de Rhénanie-Palatinat peu après.

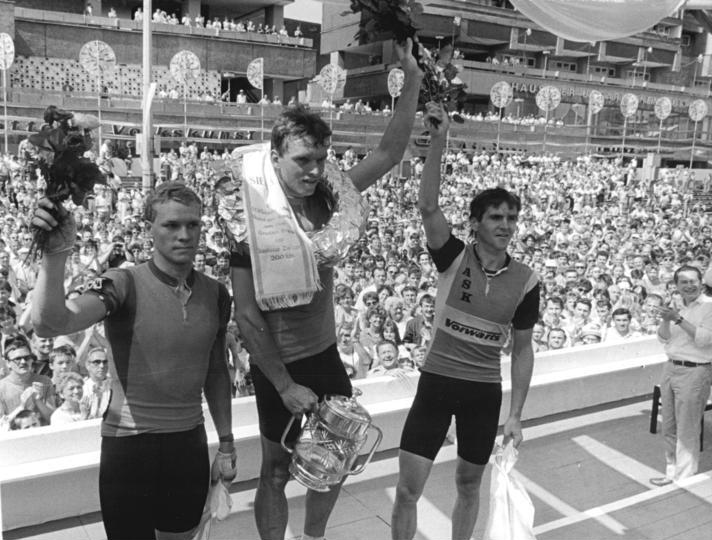
Olaf Ludwig, vainqueur du Tour de Berlin en 1987.

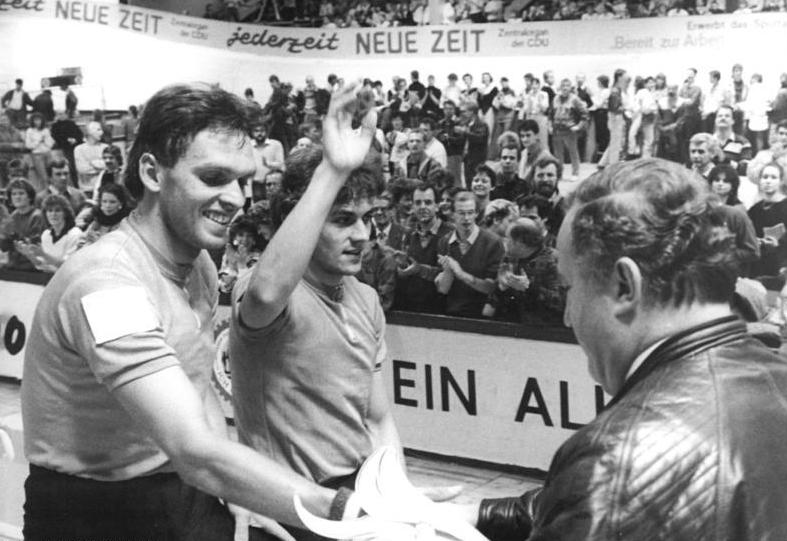
Olaf Ludwig en 1987.

Sa deuxième victoire finale sur la Course de la Paix vint en 1986. L'épreuve partit de Kiev le 7 mai, seulement deux semaines après l'explosion du réacteur de Tchernobyl. En raison de la proximité du réacteur, les coureurs occidentaux déclarèrent forfait, à l'exception des Français et des Finlandais. Conformément aux instructions du gouvernement, l'équipe de la RDA prit le départ, et Olaf Ludwig en sortit grand vainqueur. Il se vit décerner pour ce succès le titre de sportif est-allemand de l'année.
La Course de la Paix 1987 vit la première participation de l'Ouzbek Djamolidine Abdoujaparov. Il devint durant les années suivantes le plus sérieux rival d'Olaf Ludwig. Leur duel au sprint devint légendaire.
En 1988, Olaf Ludwig devint champion olympique de cyclisme sur route à Séoul, devant les deux coureurs ouest-allemand Bernd Gröne et Christian Henn. Pour cette victoire, il fut décoré par Erich Honecker de l'ordre du mérité patriotique. Il devint également pour la seconde fois sportif de l'année.
L'année 1989 fut décevante pour Ludwig. Après une prestation médiocre sur le Course de la Paix, il se cassa le pouce droit aux championnats du monde à Chambéry et ne put participer à la course. À l'automne, il se fractura la main durant un voyage en Australie avec l'équipe est-allemande. Il pensa à l'époque mettre fin à sa carrière.

### Carrière professionnelle

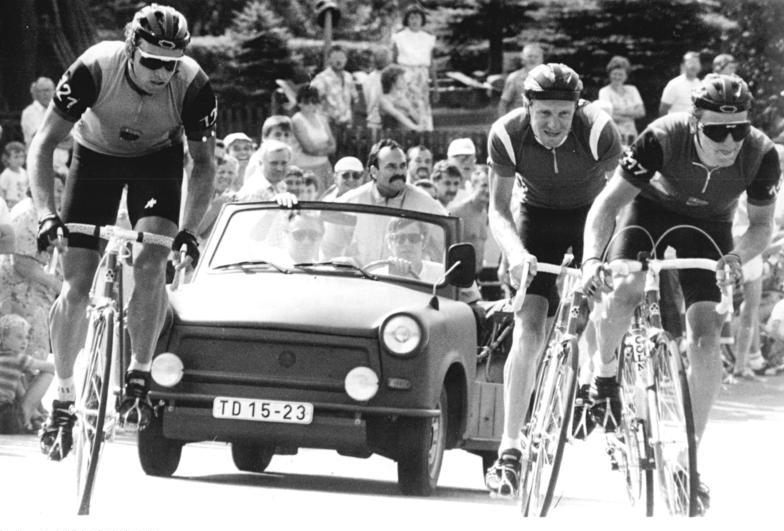
Olaf Ludwig, Jan Schur, Jens Heppner au championnat de RDA de cyclisme en 1989.

Après la chute du Mur de Berlin à l'automne 1989, il décida de faire carrière chez les professionnels pendant sept ans. Ludwig envisagea d'abord de s'engager avec l'équipe Team Stuttgart (dont fut issue l'équipe Telekom en 1991), mais la signature du contrat échoua le 27 décembre en raison d'un incident technique : le répondeur du coureur n'avait pas enregistré l'appel lui communicant où devait avoir lieu la signature. Par conséquent, Olaf Ludwig s'engagea avec l'équipe néerlandaise Team Panasonic Sportlife. Le coureur et sa famille durent s'installer aux Pays-Bas, et emménagèrent à Fauquemont au début de l'année 1990.
Sa première course professionnelle fut le Tour d'Andalousie en février 1990, où il remporta les deux premières étapes. La même année, il gagna une étape du Tour de France, ainsi que le maillot vert du classement par points.
En avril 1992, il prit la deuxième place du légendaire Paris-Roubaix derrière le Français Gilbert Duclos-Lassalle. Il eut avec cette course une sorte de relation amour-haine durant sa carrière - il fut troisième en 1993, quatrième en 1994. Cette deuxième place en 1992 permit à Ludwig de prendre la tête du classement de la Coupe du monde. Il garda cette place jusqu'à la dernière épreuve en octobre à Majorque, et remporta la Coupe du monde. Entretemps, il gagna l'Amstel Gold Race à Maastricht et fut fêté en héros dans sa patrie d'adoption. En mai, il s'imposa aux Quatre Jours de Dunkerque, et gagna la dernière étape du Tour de France sur les Champs-Élysées en juillet.
En 1993, il passa chez Team Telekom, à laquelle il offrit sa première victoire d'étape sur le Tour de France le 17 juillet à Montpellier. Le 29 août, il prit la troisième place de l'épreuve en ligne des championnats du monde derrière Lance Armstrong et Miguel Indurain. À l'automne, il devint père pour la troisième fois, avec la naissance de sa fille Romina.
En 1994, il remporta le Rund um den Henninger-Turm. L'année suivante fut particulièrement décevante : 24e de Paris-Roubaix, il abandonna prématurément sur le Tour de France, après s'être classé 161e de la neuvième étape. Il décida alors de se concentrer en 1996, à 36 ans, sur sa troisième participation aux Jeux olympiques, pour ensuite mettre un terme à sa carrière. Le 5 octobre 1995, il reçut du maire de Gera Ralf Rauch le titre de citoyen d'honneur de sa ville natale.
Après quelques déveines au début de l'année 1996 – des crevaisons l'écartèrent de la victoire au Tour des Flandres, aux Trois Jours de La Panne et à Paris-Roubaix – il finit huitième du Rund um den Henninger-Turm et remporta pour la deuxième fois le Tour de Rhénanie-Palatinat le 12 juillet. Il participa ensuite à la course en ligne des Jeux olympiques, mais ne put prendre que la seizième place. Le vainqueur, Pascal Richard, était entraîné comme Ludwig huit ans auparavant par l'ancien entraîneur de la sélection est-allemande, Wolfram Lindner, alors entraîneur fédéral en Suisse. Il disputa sa course d'adieu lors d'une course en circuit à Gera, qu'il gagna devant Djamolidine Abdoujaparov. Le Stade de l'Amitié (Stadion der Freundschaft) où se situait la ligne d'arrivée accueillit 20 000 personnes. Durant l'hiver 1996-97, il participa à plusieurs Six jours à Dortmund, Cologne, Brême, Stuttgart, Berlin et Milan. Il s'imposa à Cologne et Berlin. Sa dernière course fut une course d'adieu pour Danny Clark, Michael Hübner et lui-même dans la nuit du 14 au 15 février 1997.

### La carrière de dirigeant
En 1997 parut son autobiographie, publiée par le journaliste sportif Helmut Wengel. Celle-ci renferme entre autres des contributions  de Täve Schur, Eddy Merckx et Mario Kummer. Olaf Ludwig y délivre ce regard sur sa carrière :
« Je ne regrette rien. Pas même mon passé en RDA, que je revendique. Je dois remercier le système pour ma formation, ma progression et mon ascension parmi l'élite mondiale du sport amateur. Que nous ne mettions pas en cause le système qui nous a soigneusement protégés, formés et gardés, qui peut rétrospectivement nous le reprocher ? L'humanité, les relations, l'entraide, l'assistance de son prochain ont toujours été décisifs pour moi. J'ai toujours cherché à rester MOI, aussi bien sportivement, politiquement qu'en privé. »
(« Ich bereue nichts. Auch nicht meine Vergangenheit in der DDR, zu der ich stehe. Dem System habe ich meine Ausbildung, meine Förderung und meinen Aufstieg in die Weltspitze des Amateurradsports zu verdanken. Daß wir das System, in dem wir sorgsam behütet, gefördert und auch bewacht wurden, nicht in Frage stellten - wer will uns das im nachhinein vorwerfen? Entscheidend war für mich immer das Menschsein, der Umgang miteinander, die Hilfe untereinander, die Fürsorge des einen für den anderen. Ich habe immer versucht, ICH zu bleiben - ob sportlich, politisch oder privat. »)
Après sa carrière de coureur, Olaf Ludwig fut vice-président de la fédération allemande de cyclisme (1999-2000). En 2000, il devint porte-parole de l'équipe Telekom (qui devint T-Mobile en 2003), ainsi que membre de la commission professionnelle de l'Union cycliste internationale. Après que l'équipe T-Mobile fut dirigée par le couple Walter Godefroot/Olaf Ludewig, la direction de l'équipe fut confiée à la seule société Olaf Ludwig Cycling GmbH créée par Olaf Ludwig. À la fin du Tour de France, le sponsor principal annonça vouloir mettre à l'essai sa collaboration avec Ludwig et Mario Kummer. Le 30 juillet, la société T-Mobile décida finalement qu'elle mettrait un terme à sa collaboration avec Ludwig le 31 octobre suivant à la suite de l'implication du leader de l'équipe Jan Ullrich et de Rudy Pevenage dans l'affaire Puerto.
Olaf Ludwig habite aujourd'hui avec sa famille à Stolberg-Breinig près d'Aix-la-Chapelle.

## Palmarès sur route

### Palmarès amateur
- 1977
  -  Champion du monde du contre-la-montre par équipes juniors (avec Thomas Barth, Andreas Kluge, et Falk Boden)
- 1978
  -  Champion du monde du contre-la-montre par équipes juniors (avec Thomas Barth, Udo Smektalla, et Falk Boden)
- 1979
  - 3e étape du Tour de RDA
  - 3e du championnat d'Allemagne de l'Est de la montagne amateurs
- 1980
  - Tour de l'Oder
  - 4ea étape du Circuit de la Sarthe (contre-la-montre)
  - 1re, 6e, 8e (contre-la-montre) et 13ea (contre-la-montre) étapes de la Course de la Paix
  - 1re, 4e et 5e (contre-la-montre) étapes du Tour de RDA
  -  Médaillé d'argent du contre-la-montre par équipes des Jeux olympiques
  - 2e du Tour de Thuringe
  - 2e du Tour de RDA
  - 3e de la Course de la Paix
- 1981
  -  Champion du monde amateur des 100 km du contre-la-montre par équipes (avec Bernd Drogan, Falk Boden et Mario Kummer)
  - 6e étape du Tour de Cuba
  - Tour de Basse-Saxe :
    - Classement général
    - 1re, 4e et 6e étapes

  - 1re, 3ea (contre-la-montre), 6ea (contre-la-montre), 6eb et 11ea (contre-la-montre) étapes de la Course de la Paix
  - 5e (contre-la-montre) et 6e étapes du Tour de RDA
  - 3e du Tour de l'Yonne
- 1982
  - Berlin-Cottbus-Berlin
  - Course de la Paix :
    - Classement général
    - Prologue, 4e, 8e, 10e et 11e (contre-la-montre) étapes

  - Tour de la Hainleite
  - 3e et 7e étapes du Tour de RDA
  - 8e étape du Tour de Slovaquie (contre-la-montre)
  - 7e étape du Tour de la Communauté européenne
- 1983
  -  Champion d'Allemagne de l'Est de la montagne amateurs
  - Prologue et 4e étape du Tour de la Méditerranée
  - 3eb et 5ea étapes du Tour de Basse-Saxe (contre-la-montre)
  - 5eb et 6ea étapes du Tour des régions italiennes
  - Prologue, 2e, 3e, 5e et 7e (contre-la-montre) étapes de la Course de la Paix
  - Tour de RDA :
    - Classement général
    - Prologue, 4e et 5e (contre-la-montre) étapes

  - Tour de la Communauté européenne :
    - Classement général
    - Classement par points
    - Prologue, 2e, 5e et 6eb (contre-la-montre) étapes

  - International Olympia Preis (contre-la-montre par équipes)
  - 3e de la Course de la Paix
  - 3e du championnat d'Allemagne du contre-la-montre amateurs
  - 6e du championnat du monde sur route amateurs
- 1984
  - 2e, 3e (contre-la-montre), 10e et 11e étapes de la Course de la Paix
  - Prologue, 4e et 6e étapes du Tour de RDA
  - 3e, 4eb (contre-la-montre) et 5e étapes du Tour de Liège
  - 3e et 7e étapes du Tour de Slovaquie
  - 2e du championnat d'Allemagne de l'Est sur route amateurs
  - 3e de la Course de la Paix
  - 3e du Tour de Bohême
- 1985
  - Tour de RDA :
    - Classement général
    - 1re et 6e (contre-la-montre) étapes

  - Tour de Rhénanie-Palatinat
  - Prologue et 5e étape du Grand Prix Guillaume Tell
  - 2e du Tour de Norvège
- 1986
  -  Champion d'Allemagne de l'Est sur route amateurs
  - Berlin-Leipzig
  - Prologue et 4e étape du Tour du Vaucluse
  - Course de la Paix :
    - Classement général
    - 3e, 4e, 5e, 8e, 9e, 13e et 15e étapes

  - 6e étape du Tour de RDA
  - 2e du Tour de Rhénanie-Palatinat
  - 8e du championnat du monde amateurs de course en ligne amateurs
- 1987
  - 1re et 4e étapes de la Course de la Paix
  - Rund um Berlin
  - 3e étape du Tour de RDA
  - 2e du Tour du Hainaut occidental
  - 3e du Tour de l'Yonne
  - 3e du Tour de RDA
- 1988
  -  Champion olympique sur route
  - Prologue et 3e étapes du Tour du Vaucluse
  - Tour de Thuringe
  - 4e, 8e, 10e et 11e étapes de la Course de la Paix
  - Prologue et 7ea étapes du Grand Prix Guillaume Tell
  - 2e étape du Tour de RDA
  - 3e du championnat d'Allemagne de l'Est sur route amateurs
- 1989
  -  Champion d'Allemagne de l'Est sur route amateurs
  - 2e étape du Circuit de la Sarthe
  - 6e et 7e étapes de la Course de la Paix
  - 3e et 6ea (contre-la-montre) étapes du Tour de Belgique amateurs
  - 2e du Grand Prix de Waregem
  - 2e du Tour de Belgique amateurs
  - 3e du Zesbergenprijs Harelbeke

### Palmarès professionnel
| - 1990 - Champion d'Allemagne de l'Est sur route - 1re, 2e et 5e étapes du Tour d’Andalousie - 3e étape de la Semaine sicilienne - 1rea étape des Trois Jours de La Panne - 1re, 2e et 9e étapes du Tour de Trump - 2e étape du Tour de Suisse - Tour de France : - Classement par points - 8e étape - 5e étape du Tour d'Irlande - Tour de Norvège - 1991 - 6e étape du Tour de Murcie (contre-la-montre) - Grand Prix E3 - GP Forbo - 7e étape du Tour de Suisse - Mémorial Rik Van Steenbergen - 1re étape du Tour des Pays-Bas - 2e et 5e étapes du Tour d'Irlande - 2e du Tour des Pays-Bas - 2e de Veenendaal-Veenendaal - 2e de Paris-Bruxelles - 2e de Paris-Tours - 3e de Gand-Wevelgem - 3e du Grand Prix de la Libération - 6e de l'Amstel Gold Race - 9e de Paris-Roubaix - 9e du classement FICP - 1992 - Coupe du monde - 2e étape du Tour méditerranéen - Kuurne-Bruxelles-Kuurne - À travers la Belgique - 1re, 2e et 3eb (contre-la-montre) étapes du Tour d'Aragon - Amstel Gold Race - Quatre Jours de Dunkerque : - Classement général - 2e étape - 5e et 10e étapes du Tour de Suisse - 21e étape du Tour de France - Grand Prix de Fourmies - 2e de Paris-Roubaix - 3e du Grand Prix Jef Scherens - 3e du Grand Prix de Baden-Baden (avec Viatcheslav Ekimov) - 3e de Paris-Tours - 5e du classement FICP - 6e de Milan-San Remo | - 1993 - 5e étape du Tour méditerranéen - 1reb étape du Tour d'Aragon - 4e étape des Quatre Jours de Dunkerque - 3e étape de l'Hofbrau Cup - 13e étape du Tour de France - Continental Classic - 2e du Circuit Het Volk - 2e du Grand Prix E3 - 3e de Paris-Roubaix - 3e du Tour des Pays-Bas - 3e du championnat du monde sur route - 9e du Tour des Flandres - 1994 - 6e étape du Tour d'Aragon - Grand Prix de Francfort - 3e étape des Quatre Jours de Dunkerque - 4e étape du Tour de Grande-Bretagne - 2e des Quatre Jours de Dunkerque - 2e du Grand Prix Telekom (avec Rolf Aldag) - 3e de Kuurne-Bruxelles-Kuurne - 3e du Tour de Grande-Bretagne - 4e de Paris-Roubaix - 1995 - Veenendaal-Veenendaal - 2e du Grand Prix Telekom (avec Rolf Aldag) - 4e de l'Amstel Gold Race - 1996 - 2e étape du Tour d'Andalousie - 1re étape des Trois Jours de La Panne - 1re étape des Quatre Jours de Dunkerque - Tour de Rhénanie-Palatinat : - Classement général - 5ea et 9eb étapes - 6e étape du Tour des Pays-Bas - 2e du Tour de Nuremberg - 2e du Grand Prix Telekom (avec Rolf Aldag) - 3e du Circuit Het Volk - 3e des Trois Jours de La Panne - 3e des Quatre Jours de Dunkerque |  |

### Résultats dans les grands tours

#### Tour de France
6 participations
- 1990 : 141e, vainqueur du  classement par points et des 2e (contre-la-montre par équipes) et 8e étapes
- 1991 : 114e
- 1992 : 96e, vainqueur des 4e (contre-la-montre par équipes) et 21e étapes
- 1993 : abandon (15e étape), vainqueur de la 13e étape
- 1994 : 105e,
- 1995 : hors-délais (9e étape)

#### Tour d'Espagne
1 participation
- 1991 : abandon (10e étape)

## Palmarès sur piste
- 1981
  -  Champion d'Allemagne de l'Est de l'américaine amateurs

- 1986
  -  Champion d'Allemagne de l'Est de la course aux points amateurs
  -  Médaillé d'argent du championnat du monde de course aux points amateurs

- 1987
  -  Champion d'Allemagne de l'Est de la course aux points amateurs

- 1988
  -  Champion d'Allemagne de l'Est de poursuite amateurs
  - 2e du championnat d'Allemagne de l'Est de la course aux points amateurs

- 1990
  - Six jours de Dortmund (avec Urs Freuler)
  - 3e des Six jours de Munich (avec Urs Freuler)

- 1991
  - 2e des Six jours de Dortmund (avec Andreas Kappes)

- 1992
  - Six jours de Munich (avec Urs Freuler)
  - 2e des Six jours de Dortmund (avec Peter Pieters)

- 1997
- Six jours de Berlin (avec Jens Veggerby)
- Six jours de Cologne (avec Etienne De Wilde)

## Distinctions
- Olaf Ludwig est décoré en 1988 de l'ordre du mérite patriotique (Vaterländischer Verdienstorden)
- Palme d'or Merlin International : 1983
- Lauréat du Trophée Adidas : 1983
- Cycliste allemand de l'année : 1990 et 1992